# Beatriz Souza
Beatriz Rodrigues de Souza (Itariri, 20 maggio 1998) è una judoka brasiliana, che gareggia nella categoria +78 kg nella quale si è laureata campionessa olimpica a Parigi 2024.
Negli stessa edizione dei Giochi ha conquistato anche la medaglia di bronzo nella gara a squadre.

## Palmarès
- Giochi olimpici

Parigi 2024: oro nei +78 kg, bronzo nella gara a squadre
- Mondiali

Budapest 2017: argento a squadre miste.
Tokyo 2019: bronzo a squadre miste.
Budapest 2021: bronzo nei +78kg e a squadre miste.
Tashkent 2022: argento nei +78kg.
Doha 2023: bronzo nei +78kg.
- Giochi panamericani

Lima 2019: bronzo nei +78kg.
Santiago del Cile 2023: argento a squadre miste, bronzo nei +78kg.
- Campionati panamericani

Panama City 2017: oro nei +78kg.
San José 2018: argento nei +78kg.
Lima 2019: bronzo nei +78kg.
Guadalajara 2020: argento nei +78kg.
Guadalajara 2021: oro nei +78kg.
Lima 2022: oro nei +78kg.
Calgary 2023: oro nei +78kg.
Rio de Janeiro 2024: oro nei +78kg.